# Super Mario Bros.
Vous lisez un « bon article » labellisé en 2012.
Ne doit pas être confondu avec Mario Bros. ou Mario Bros. (Game & Watch).
Pour les articles homonymes, voir Super Mario Bros. (homonymie).
Super Mario Bros. (スーパーマリオブラザーズ, Sūpā Mario Burazāzu) est un jeu vidéo de plates-formes à défilement horizontal développé par Nintendo R&D4 et édité par Nintendo. Il est sorti sur Famicom au Japon en 1985 puis sur Nintendo Entertainment System en Amérique du Nord la même année et en 1987 en Europe. Il s'agit du premier jeu de la série Super Mario.
Le joueur contrôle Mario et voyage à travers le Royaume Champignon afin de sauver la princesse Peach des griffes de Bowser, l'antagoniste de Mario. Le jeu est jouable à deux joueurs, le premier contrôlant Mario et le second Luigi, le frère de ce dernier. Le jeu est composé de huit mondes qui contiennent chacun quatre niveaux dans lesquels le joueur doit naviguer du côté gauche vers le côté droit de l'écran afin d'atteindre la fin du niveau pour accéder au suivant. Mario possède plusieurs habiletés, comme sauter et courir, et peut récupérer des power-ups.
Super Mario Bros. reçoit un accueil unanime de la critique spécialisée et compte parmi les jeux les plus vendus de tous les temps avec plus de 40 millions d'exemplaires écoulés dans le monde. Il est régulièrement cité comme étant un jeu révolutionnaire et un des meilleurs jeux de plates-formes. En tant que jeu de lancement, Super Mario Bros. a été en partie à l'origine du succès de la Nintendo Entertainment System ainsi que de la fin du krach du jeu vidéo de 1983 aux États-Unis. À lui seul, Super Mario Bros. impose un level design qui influencera les jeux de plates-formes qui lui succèderont. Ainsi, il popularise définitivement le défilement horizontal, les boss de fin de niveau, l'exploration dans les jeux de plates-formes et la présence d'une histoire simple à travers les niveaux. La musique du jeu, composée par Kōji Kondō, est considérée comme emblématique des jeux vidéo.
Au fil des années, le jeu donne lieu à de nombreuses suites et dérivés. Il est réédité de nombreuses reprises sur presque toutes les consoles suivantes de Nintendo. Il engendre des produits dérivés, tels que des séries télévisées et des films.

## Trame
L'action se déroule dans un univers fictif nommé le Royaume Champignon où habitent la princesse Peach et ses serviteurs, les Toads. Un jour, une horde de Koopas maléfiques et de résistants Goombas envahit le Royaume Champignon et transforme tous ses habitants en briques, engendrant la chute du royaume,. Seule la princesse Peach peut inverser le sort et restaurer la paix dans le royaume, mais malheureusement, elle se fait kidnapper par Bowser, le roi des Koopas. Mario, le héros de l'histoire, est mis au courant de la situation catastrophique du royaume et de ses habitants, et décide de partir à l'aventure pour libérer la princesse Peach des griffes de Bowser. Mario parvient à se rendre au huitième et dernier château dans lequel il affronte Bowser. Une fois le roi des Koopas vaincu, Mario libère la princesse Peach et sauve le Royaume champignon. La princesse remercie alors Mario de l'avoir sauvée.

## Système de jeu
Super Mario Bros. est un jeu de plates-formes à défilement horizontal découpé en huit mondes, chacun comprenant quatre niveaux. Le joueur prend le contrôle de Mario, qui peut courir et sauter, se déplaçant de gauche à droite de l'écran afin d'atteindre le drapeau marquant la fin de chaque niveau — sauf le dernier de chaque monde, qui se déroule dans un château avec un boss à la fin. Mario traverse différents types de niveaux, des environnements à ciel ouvert aux niveaux souterrains ou aquatiques. Son objectif est de sauver la princesse Peach des griffes de Bowser. Le jeu propose un mode multijoueur dans lequel deux joueurs progressent en alternance dans l'aventure, le second joueur contrôlant Luigi, qui possède les mêmes habiletés et le même objectif que Mario.
Chaque niveau est parsemé de pièces que Mario peut collecter pour gagner des points. Les niveaux comportent également des blocs marqués d'un point d'interrogation qui révèlent des pièces ou des objets lorsque Mario les frappe par en dessous. D'autres blocs, parfois invisibles, peuvent contenir plus de pièces ou un objet rare. Mario peut grandir si le joueur obtient un super champignon, un champignon orange à pois rouges. Il peut alors briser des blocs de briques, ce qui est impossible lorsqu'il est petit. Si Mario est touché par un ennemi ou un obstacle, il redevient petit au lieu de mourir. Le joueur peut aussi éliminer des ennemis en lançant des boules de feu, ce qui est possible une fois que Mario récupère la fleur de feu, un objet qui se trouve à l'intérieur de certains blocs et qui apparait seulement si Mario est déjà grand. Un dernier objet, plus rare, est l'étoile d'invincibilité. Celui-ci rend Mario invincible pendant quelques secondes et lui permet d'éliminer instantanément n'importe quel ennemi avec lequel il entre en contact,.
Au début de chaque partie, le joueur commence avec un certain nombre de vies, qu'il peut augmenter en obtenant un champignon 1-UP, en collectant 100 pièces ou en éliminant plusieurs ennemis d'affilée en projetant une carapace ou en sautant sur plusieurs ennemis sans toucher le sol. Le joueur perd une vie lorsqu'il est tué par un ennemi, tombe dans un trou ou lorsque le compteur de temps atteint zéro. Si le joueur n'a plus de vie, la partie est terminée. L'attaque principale de Mario consiste à sauter sur ses ennemis ; cependant, chaque ennemi réagit différemment : par exemple, un Goomba est écrasé et vaincu, tandis qu'un Koopa se rétracte dans sa carapace pendant un certain temps, permettant à Mario de l'utiliser comme projectile. La carapace peut alors rebondir sur les murs, tuer des ennemis, ou même atteindre Mario si le joueur ne fait pas attention.
Il existe des zones secrètes dans le jeu : la plupart d'entre elles permettent à Mario d'obtenir plus de pièces, tandis que certaines dissimulent une warp zone, permettant à Mario de traverser plusieurs mondes d'un seul coup, ce qui aide le joueur à terminer le jeu plus rapidement. Ces zones sont accessibles en entrant dans des tuyaux ou en grimpant sur des vignes cachées. Une fois le jeu terminé, le joueur peut recommencer l'aventure avec une difficulté accrue. Dans ce mode, les Goombas sont tous remplacés par des Buzzy Beetle, des ennemis résistants aux boules de feu,. Il existe une zone secrète accessible uniquement en exploitant un bug présent dans le niveau 1-2. Si le joueur réussit à traverser un mur à la fin du niveau, le joueur est transporté dans un niveau aquatique imbattable surnommé le Minus World ou monde -1,.

## Développement

### Origines
Shigeru Miyamoto, un jeune designer industriel engagé par Nintendo en 1977, développe les jeux vidéo d'arcade de plates-formes Donkey Kong en 1981, qui marque la première apparition de Mario sous le nom de Jumpman, et Mario Bros. en 1983 sous la supervision de Gunpei Yokoi,,. En réaction au succès initial de Donkey Kong et à la montée en popularité de la Famicom au Japon, Hiroshi Yamauchi décide de fonder un nouveau studio en 1983. Cette décision intervient à un moment où l'industrie du jeu vidéo en Amérique du Nord subit un krach, provoqué par une saturation de titres de qualité variable. Avec Nintendo R&D4, une branche de Nintendo dédiée exclusivement au développement de jeux pour la Famicom, l'objectif est de réduire la dépendance envers les studios tiers pour enrichir le catalogue de la console, permettant ainsi à la compagnie de mieux contrôler la qualité des jeux. Il nomme Shigeru Miyamoto comme sous-directeur de ce nouveau studio.
Nintendo souhaite capturer à nouveau le succès du début des années 1980 qu'il a eu avec Donkey Kong et Mario Bros., dont le portage sur Famicom connaît une popularité particulièrement marquée au Japon par rapport à la version arcade, en encourageant la multiplication de jeux de genres différents et aux protagonistes variés, le but étant de multiplier les personnages plutôt que de créer une unique mascotte. Cette nouvelle approche émerge après le procès qui oppose Universal City Studio et Nintendo, où ce dernier risque de perdre les droits du jeu Donkey Kong et de son protagoniste éponyme. Parmi les premiers projets de Nintendo R&D4 voient notamment le jour Devil World, Excitebike et Ice Climber qui permettent aux développeurs d'expérimenter avec le défilement horizontal et vertical — technique que Miyamoto souhaite expérimenter dès Donkey Kong, mais n'est pas en mesure de le faire à cause des limitations techniques du circuit imprimé de la borne d'arcade,.
Yamauchi souhaite introduire une nouvelle gamme sur NES intitulée Adventure series. À l'instar de la gamme Action series, qui regroupe des jeux d'action tels que Pinball et Ice Climber, ou de la gamme Sports series, qui comporte des jeux basés sur des sports comme Baseball et Tennis, la gamme Adventure series vise à proposer des jeux axés principalement sur la narration. Yamauchi souhaite aussi que ses développeurs créent des jeux plus ambitieux exploitant au maximum les capacités de la Famicom avant la fin de vie de la console. Pour le premier jeu de cette série, il permet à Miyamoto de prendre plus de temps pour concevoir ce nouveau projet alors que les précédents sont généralement développés en trois à six mois.

### Conception

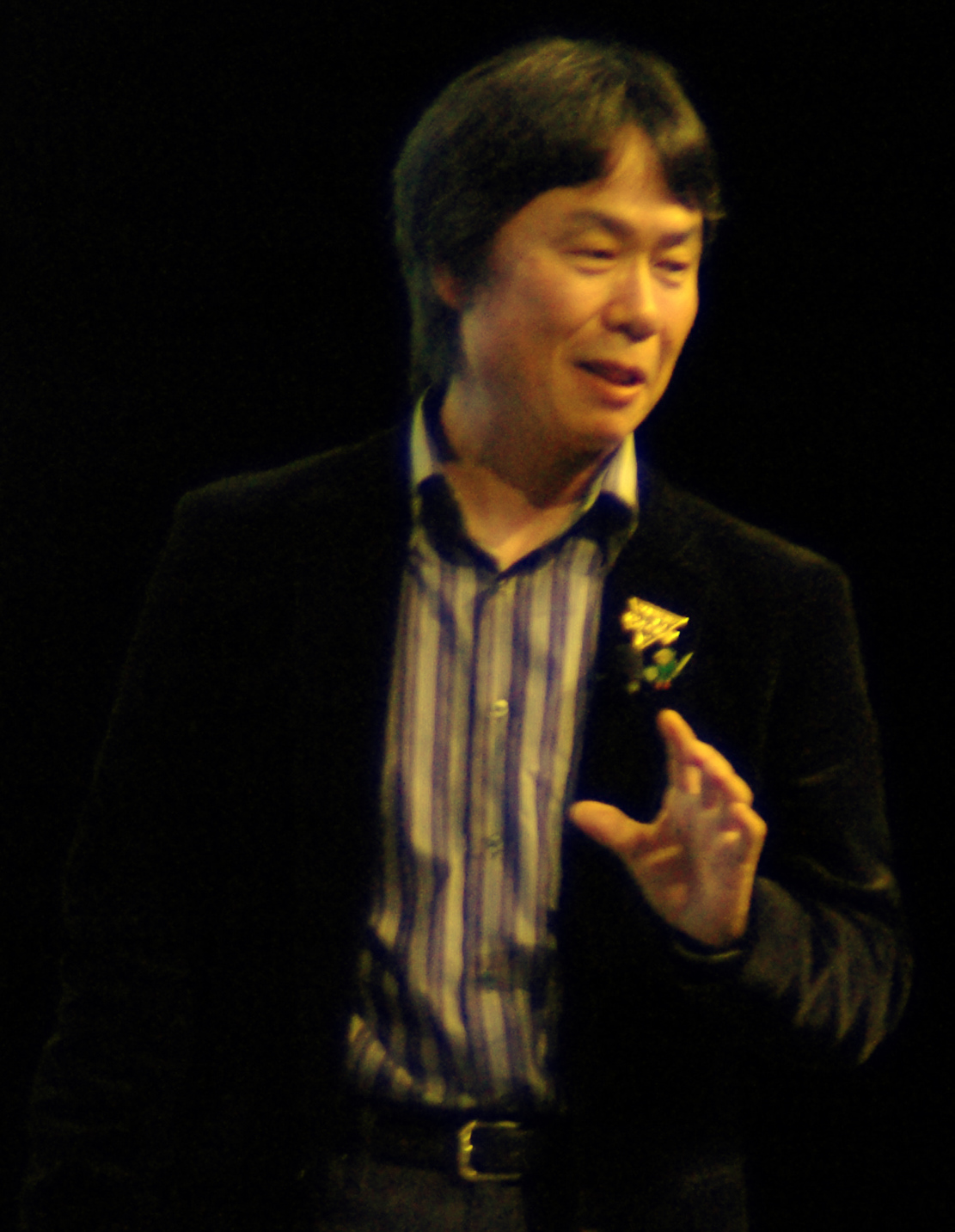
Shigeru Miyamoto, concepteur du jeu.

Le projet commence à partir de décembre 1984 avec Shigeru Miyamoto et Takashi Tezuka — qui ont déjà travaillé ensemble sur Devil World — à la direction, Toshihiko Nakago, Kazuaki Morita et Yasunari Nishida du studio SRD à la programmation et Kōji Kondō à la bande-son,.
Au fil des échanges d'idées entre les développeurs, deux projets finissent par émerger. Le premier est une aventure non-linéaire qui repose davantage sur l'exploration et devient The Legend of Zelda. Le second est un jeu de plates-formes linéaire qui devient Super Mario Bros.. Miyamoto souhaite avec ce dernier faire évoluer davantage les jeux de plates-formes, qu'il appelle à l'époque les « jeux athlétiques ». Il est notamment motivé par l'apparition après Donkey Kong d'autres jeux de plates-formes plus sophistiqués. Par exemple, Pitfall!, sorti en 1982 sur Atari 2600, innove en proposant une aventure qui se déroule sur plusieurs écrans continus.
Six mois avant la sortie du jeu, Miyamoto veut inclure des séquences aériennes dans lesquelles Mario volerait à bord d’une fusée et pourrait tirer des projectiles. Cependant, des séquences se déroulant dans le ciel sur des nuages semblables à ce qu'auraient pu ressembler ces phases de tirs sont présentes dans le jeu final.
Contrairement à Mario Bros., dans lequel Mario perd une vie lorsqu'il touche un ennemi sans l'avoir tout d'abord retourné sur sa carapace, le personnage peut ici sauter directement sur ses ennemis pour les vaincre, les développeurs trouvant le système de Mario Bros. illogique. La capacité que Mario a de changer de grandeur vient d'un level design basé sur un Mario petit, puis de la décision prise par les concepteurs d'augmenter la grandeur de Mario pour la version finale du jeu. Ils concluent plus tard qu'il serait intéressant d'avoir un power-up permettant à Mario de grandir. Les concepteurs ont fait en sorte que les premiers niveaux du jeu soient concentrés sur l'apprentissage du joueur de la distinction entre les goombas et les champignons, qui lui sera très utile tout au long du jeu. Ainsi, au début du tout premier niveau, le premier champignon est difficile à éviter lorsqu'il est libéré de son bloc. Le développement se devait de rester simple afin de pouvoir commercialiser le jeu en fin d'année, à la saison des achats.

### Musique

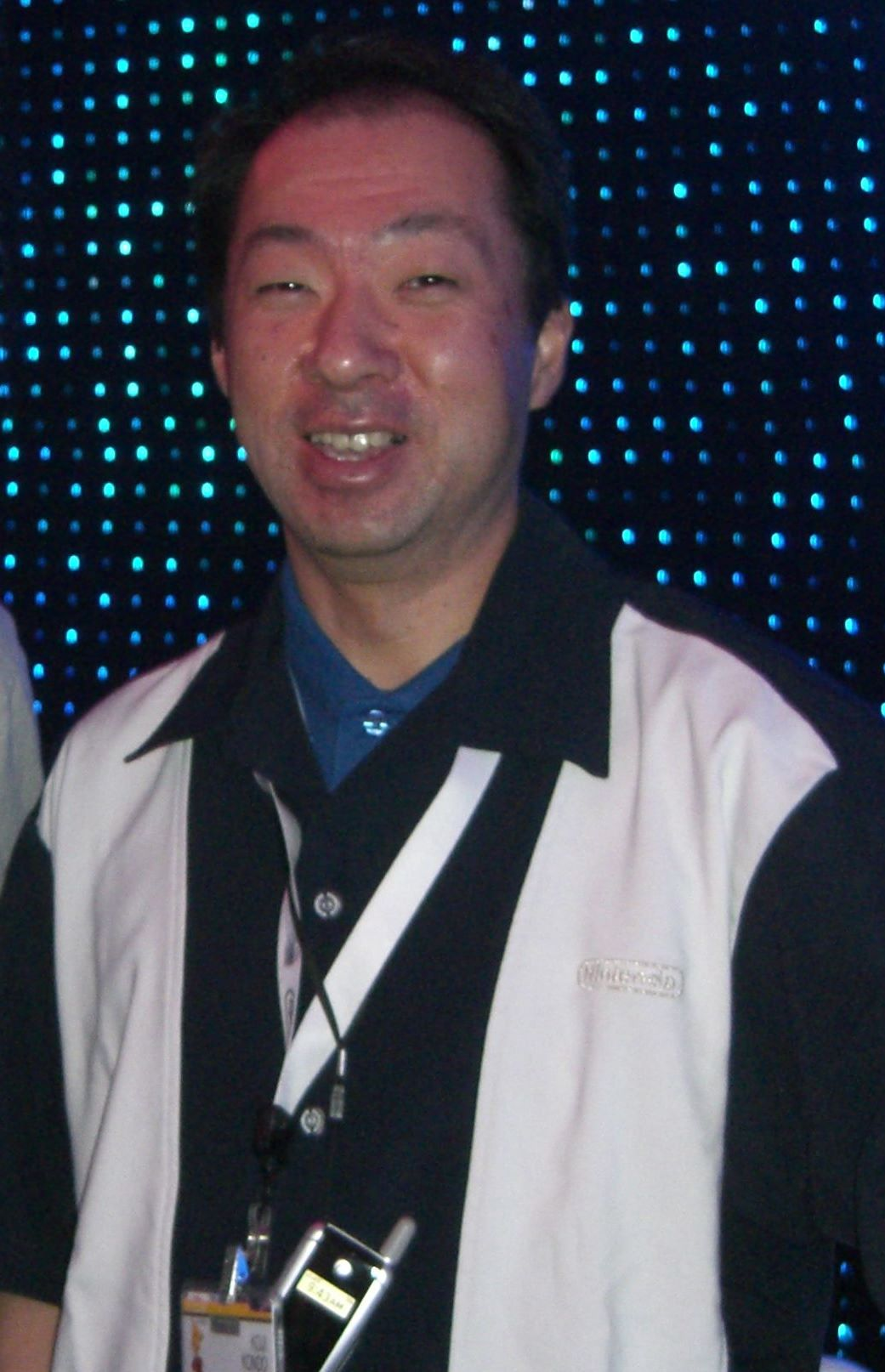
Kōji Kondō compose les musiques du jeu.

Les musiques du jeu sont composées par Kōji Kondō. Des six musiques que comporte le jeu, celle du premier niveau est la plus longue à écrire pour Kōji Kondō. Il déclare que lorsqu'il écrit un morceau, l'équipe de développement l'intègre immédiatement dans le jeu. Si celle-ci n'accentue pas l'action ou ne s'harmonise pas assez bien aux effets sonores, il doit tout recommencer. Pour composer les musiques du jeu, Kōji Kondō n'utilise qu'un petit clavier électronique. Le premier morceau qu'il compose était basé sur l'un des premiers prototypes du jeu, qui permettait seulement à Mario de courir dans un espace vide. Kondō le décrit comme étant plus lent et plus tranquille que le thème final. Comme le jeu change durant le développement, Kondō réalise que le thème composé au début n'est plus approprié : il augmente alors son tempo et fait divers ajustements pour qu'il s'intègre mieux au jeu. Dans un entretien, Kondō explique que lorsqu'il doit composer de la musique pour un jeu, la plupart des thèmes lui viennent en tête pendant la pratique d'activités de tous les jours.

## Commercialisation et rééditions
Super Mario Bros. est sorti le 13 septembre 1985 au Japon sur Famicom. Le jeu est sorti sur Nintendo Entertainment System en Amérique du Nord probablement au courant de la même année. Selon Nintendo, le jeu serait sorti le 18 octobre 1985, soit le jour même de la sortie de la Nintendo Entertainment System dans cette région. Toutefois, la date exacte de sa publication est débattue. L'auteur américain Steven L. Kent, connu entre autres pour ses livres sur l'histoire du jeu vidéo, pense quant à lui que le jeu ne serait pas sorti en même temps que la console, mais plutôt en mars 1986. Don James, qui est employé de Nintendo of America à partir de 1981, pense lui aussi que le jeu est sorti en 1986. Diverses preuves collectées par Frank Cifaldi pour un article de Gamasutra supportent plutôt l'idée selon laquelle le jeu serait sorti en même temps que la NES, en 1985 : des annonces de journaux new-yorkaises, un présentoir de magasin, des articles de journaux, des publicités télévisées et divers témoignages. Selon une source anonyme qui aurait accès à des bases de données internes de Nintendo, le jeu serait sorti le 17 novembre 1985.
Vers la fin de l'année 1986, des copies du jeu sont fournies d'office avec certaines consoles Nintendo Entertainment System en Amérique du Nord. Il est également sorti sur NES avec plusieurs jeux inclus dans la cartouche, Super Mario Bros. / Duck Hunt et Super Mario Bros. / Duck Hunt / World Class Track Meet,. Au Japon, Super Mario Bros. est sorti, en 1986, sur le Famicom Disk System, un périphérique de la Famicom utilisant des disquettes. La même année, Nintendo commercialise le jeu sur borne d'arcade PlayChoice-10. Enfin, Super Mario Bros. est sorti le 15 mai 1987 en Europe.
Super Mario Bros. bénéficie de nombreuses rééditions au fil des années sur différentes plates-formes. Le jeu apparaît sur toutes les consoles de Nintendo suivantes, à l'exception de la Nintendo 64. Le jeu Animal Crossing, sorti en 2001 sur GameCube, inclut plusieurs jeux complets de Nintendo Entertainment System. Super Mario Bros. fait partie de ces jeux, mais est toutefois inaccessible à moins d'utiliser un accessoire de triche. En 2004, Nintendo réédite le jeu au Japon sur Game Boy Advance pour la série des Famicom Mini, puis en Amérique du Nord et en Europe pour la série Classic NES Series (renommée NES Classics en Europe). Sur Wii, le jeu est disponible en téléchargement sur la console virtuelle depuis le 2 décembre 2006 au Japon, le 25 décembre 2006 aux États-Unis et au Canada, et le 7 janvier 2007 en Europe. En outre, une démo jouable du jeu est disponible dans la section Chefs-d'œuvre de Super Smash Bros. Brawl sur Wii.
En 2011, la Nintendo 3DS connaît une baisse de prix à la suite des mauvaises ventes de la console, et ce, six mois seulement après sa sortie. Afin de s'excuser auprès des consommateurs qui ont acheté la console dès sa sortie, et donc à un prix plus élevé, Satoru Iwata annonce la mise en place du programme ambassadeur. Celui-ci propose aux utilisateurs d'obtenir gratuitement des jeux en téléchargement dont, entre autres, la version originale de Super Mario Bros. sortie sur NES. Par la suite, le jeu devient disponible aux autres utilisateurs à l'achat le 16 février 2012 en Amérique du Nord et le 1er mars 2012 en Europe,. Super Mario Bros. est disponible en téléchargement sur la console virtuelle Wii U depuis le 5 juin 2013 au Japon, depuis le 12 septembre 2013 en Europe et depuis le 19 septembre 2013 en Amérique du Nord. Super Mario Bros. fait partie des jeux disponibles sur la NES Mini, qui sort en 2016. Il fait aussi partie des vingt jeux disponibles aux abonnés du Nintendo Switch Online au lancement du service le 19 septembre 2018,. À l'occasion des 35 ans du jeu, Nintendo sort un jeu électronique Game & Watch le 13 novembre 2020 qui contient Super Mario Bros., Super Mario Bros.: The Lost Levels et une version modifiée avec Mario du jeu Ball,.

## Accueil

### Critiques de la version originale
Les quelques critiques de l'époque de la sortie du jeu sont unanimement positives. Le jeu est considéré comme une application phare de la Nintendo Entertainment System,,. Le magazine Computer Entertainer déclare que le jeu est « une aventure pleine de surprises » dont il faudrait des heures pour déceler tous les secrets, louant l'excellente rejouabilité du titre. Il souligne que le jeu est « très addictif » et loue les graphismes, qu'il trouve « mignons », et la musique entraînante du jeu. Il termine en recommandant le jeu à tous les possesseurs de Nintendo Entertainment System.
Dans une critique rédigée lors de la sortie européenne du jeu en 1987, le magazine Top Score encense le gameplay du jeu et déclare qu'il s'agit d'un jeu « presque parfait ». Il apprécie les graphismes et la musique, trouvant qu'ils se complètent bien, ce qui rend le jeu d'autant plus engageant. Le magazine The Games Machine apprécie la simplicité d'accès du jeu tout en soulignant qu'il peut être difficile par moments. Il est, lui aussi, satisfait des graphismes et de la musique, qu'il trouve « splendides ». Le magazine Génération 4 loue les graphismes et la précision des contrôles du jeu et apprécie la variété des niveaux. Enfin, il considère le jeu comme étant un incontournable. ACE trouve que Super Mario Bros. est le « roi incontesté des jeux de plates-formes d'aventure mignons » et apprécie la quantité de secrets que renferment l'aventure, décuplant la durée de vie du titre. Le magazine Tilt considère Super Mario Bros. comme étant un classique incontournable et loue la qualité de la réalisation et la diversité du titre.

### Critiques de la version Game Boy Advance
La version Game Boy Advance de Super Mario Bros. reçoit un accueil positif de la critique spécialisée. Le jeu obtient un score de 84 % sur l'agrégateur de critiques Metacritic sur la base de 14 critiques. Gamekult souligne que le jeu n'a pas trop vieilli malgré les années et qu'il s'agit d'un jeu aussi bon pour les nostalgiques que pour les plus jeunes qui voudraient « compléter leur culture vidéoludique en mettant la main sur ce classique absolu ». GameSpot trouve lui aussi que le jeu n'a pas trop vieilli, mais est déçu par les problèmes visuels qu'il a relevés et qui empêchent le portage d'être aussi bon que le jeu original.
Jeuxvideo.com encense la jouabilité du titre, déclarant que « l'inertie dans les mouvements et les sauts millimétrés en font la référence ultime de la plate-forme ». Gamekult loue la maniabilité du jeu qui, même après toutes les années, reste « irréprochable ». Jeuxvideo.com pense que, bien que la courte durée de vie du jeu était raisonnable en 1985, elle ne l'est pas autant en 2004. Malgré tout, il considère que le degré de difficulté du titre compense pour sa durée. Gamekult considère que le jeu propose un bon degré de difficulté avec « des passages de plates-formes pures qui demanderont une grande précision dans les sauts », tout en soulignant que sa durée de vie est considérablement diminuée si le joueur décide d'utiliser toutes les warp zones. Il salue la richesse apportée par les nombreux secrets dissimulés à travers les niveaux. IGN estime qu'il aurait été bien pratique de pouvoir sauvegarder sa partie.
GameSpot considère que les graphismes du jeu n'ont pas trop vieillis à travers les années, mais remarque des anomalies dans cette version. Pour adapter le jeu à la Game Boy Advance, la taille de l'écran du jeu a été réduite considérablement et ses dimensions ont été modifiées puisque l'écran de la console est différent de celui d'un écran de télévision. GameSpot remarque que ces modifications rendent l'apparence de Mario « très étrange ». Le personnage tremble lorsqu'il court et plusieurs sprites semblent légèrement déformés. Ces problèmes visuels sont accentués si le joueur utilise le Game Boy Player pour jouer au jeu. IGN remarque lui aussi des anomalies. Il observe que, pour accommoder la forme différente de la console par rapport à une télévision, quelques lignes horizontales ont été retirées, ce qui a pour conséquence une perte de détails des sprites. Selon IGN, ces changements n'affectent pas la jouabilité du jeu. GameSpot constate que la musique, contrairement aux graphismes, n'a pas été affectée négativement par la transition entre NES et Game Boy Advance, et en profite pour noter que la musique est toujours aussi entraînante qu'à sa sortie originale en 1985.

### Critiques des rééditions en version dématérialisée
Les critiques des versions dématérialisées de Super Mario Bros. sorties sur Wii, Nintendo 3DS et Wii U sont positives. Lors de la sortie du jeu sur Wii en 2007, IGN déclare que le jeu est toujours aussi plaisant à jouer même après toutes les années passées depuis sa sortie d'origine en 1985. Il souligne aussi que le jeu vaut vraiment la peine compte tenu de son prix très bas sur console virtuelle. GameSpot recommande le jeu non seulement aux nostalgiques, mais aussi aux joueurs qui n'y ont pas encore joué. Selon lui, il s'agit « d'un des rares classiques dont le gameplay est suffisamment bon pour être amusant encore à ce jour ». IGN déclare que Super Mario Bros. « démontre ce que les jeux sont supposés être, soit originaux et amusants ».
GameSpot apprécie les diverses habiletés du personnage et la maniabilité du titre, notamment lorsque Mario est dans les airs. Il souligne aussi que la Wiimote positionnée à l'horizontale simule convenablement la manette de la Nintendo Entertainment System. Il qualifie les graphismes et la bande sonore du titre de « mémorables ». IGN déclare que les graphismes, bien qu'ils soient « inévitablement âgés », affichent des couleurs « vives et nettes » et remarque que le jeu ne subit aucun ralentissement. Il souligne que les animations sont « originales et inspirées ».
Lors de la sortie du jeu sur Nintendo 3DS et sur Wii U, Nintendo Life loue son degré de difficulté et sa progression. Il apprécie aussi le level design, la variété des environnements, l'emplacement des ennemis et la physique du jeu. Il remarque que la qualité du titre est toujours au rendez-vous même après 30 ans,.

### Distinctions
Super Mario Bros. figure dans plusieurs classements des meilleurs jeux établis par la presse spécialisée au fil des années. Le magazine Game Informer classe Super Mario Bros. en deuxième place dans sa liste des 100 meilleurs jeux de tous les temps en août 2001 et dans sa liste des 200 meilleurs jeux de tous les temps en décembre 2009, après The Legend of Zelda,. Le jeu est placé en première position par IGN dans ses classements des 100 meilleurs jeux de tous les temps, en 2003, 2005 et 2007,,. Dans son classement des meilleurs jeux de la Nintendo Entertainment System, le magazine américain Nintendo Power classe le jeu en quatrième position. Official Nintendo Magazine le place en première position dans son classement des meilleurs jeux de Nintendo, en 2009. Dans sa liste des 200 meilleurs jeux de leur temps, Electronic Gaming Monthly le place en première position. Jeuxvideo.com cite Super Mario Bros. dans deux de ses classements des 100 meilleurs jeux de tous les temps. Il place le jeu en 89e position en 2011 et en 22e position en 2017,. En 2011, il est cité dans le livre Les 1001 jeux vidéo auxquels il faut avoir joué dans sa vie de Tony Mott. En 2015, il est intronisé au panthéon World Video Game Hall of Fame du musée The Strong National Museum of Play.

### Ventes
Au total, en excluant les ventes de ses différentes rééditions, Super Mario Bros. s'est vendu à 40,24 millions de copies sur Nintendo Entertainment System, ce qui en fait l'épisode le plus vendu de la série Super Mario et, selon les estimations d'IGN réalisées en 2024, le onzième jeu le plus vendu de tous les temps. La version Famicom s'est écoulée à plus de 6,8 millions d'exemplaires au Japon. Au total, en incluant la version originale et ses rééditions — notamment les versions du jeu sorties sur console virtuelle, Super Mario Bros. Deluxe sur Game Boy Color et la version Game Boy Advance —, le jeu s'est écoulé à plus de 48 millions d'exemplaires selon la Computer Entertainment Supplier's Association.
La version Game Boy Advance de Super Mario Bros. est le jeu le plus vendu de la collection des NES Classics. Il devient le jeu le plus vendu de la console entre juin et décembre 2004. En 2005, Nintendo ressort le jeu au Japon sur Game Boy Advance pour célébrer les 20 ans de Super Mario Bros., qui se vend à approximativement 876 000 unités.

## Postérité

### Importance et influence
Super Mario Bros. est régulièrement cité comme étant un jeu important et révolutionnaire dans le paysage vidéoludique. Le jeu est un grand succès commercial à travers le monde et est considéré comme étant un jeu culte qui devient rapidement un phénomène de société. Il est également cité comme un des facteurs principaux de la renaissance de l'industrie du jeu vidéo en Amérique du Nord après le krach du jeu vidéo de 1983,. Par ailleurs, il s'agit d'un jeu important pour Nintendo, puisqu'il contribue considérablement au succès de la Nintendo Entertainment System et parce qu'il permet à Shigeru Miyamoto, co-créateur de franchises telles que The Legend of Zelda, Metroid et Star Fox, de propulser sa carrière dans l'industrie du jeu vidéo,.
Super Mario Bros. contribue à populariser les jeux de plates-formes à défilement horizontal et établit les standards de ce genre. Des éléments de gameplay, comme les boss de fin de niveau et une série de niveaux accompagnés d'une histoire très simple, sont ainsi repris au fil des années tant dans les autres jeux de Nintendo que dans d'autres jeux de plates-formes. Des séries vidéoludiques comme Mega Man, Metroid, Castlevania et Ninja Gaiden sont quelques exemples de l'époque. Le jeu popularise l'exploration dans le genre du jeu de plates-formes, notamment avec la présence d'objets cachés et de raccourcis secrets qui incitent le joueur à ratisser chaque niveau. Il s'agit de l'un des premiers jeux de Nintendo dont le système de jeu repose sur une progression continue à travers une aventure, plutôt que sur la quête d'un high score, se distanciant du gameplay de Mario Bros..
À travers les années, la presse spécialisée et plusieurs personnalités de l'industrie du jeu vidéo soulignent l'importance du jeu. Le magazine américain Nintendo Power déclare que Super Mario Bros. a démarré l'ère moderne des jeux vidéo et qu'il s'agit du « chef d’œuvre de Shigeru Miyamoto ». Game Informer déclare que le jeu « reste un monument vidéoludique avec un design brillant et un gameplay amusant » et que « tout le monde sait que Super Mario Bros. est le meilleur jeu de plates-formes, et Mario est roi »,. Pour Jeuxvideo.com, la rejouabilité du titre est sa plus grande force et il souligne que le jeu a su traverser les époques « sans jamais prendre une ride ». Il déclare aussi que, bien que Super Mario Bros. n'a pas inventé le genre du jeu de plates-formes, il en a établi les règles.
Le développeur de jeux vidéo Yuji Naka révèle que Super Mario Bros. est sa principale inspiration pour la création de Sonic the Hedgehog,. Ce dernier sort en 1991 sur Megadrive et devient un succès critique et commercial, en plus d'être un jeu phare de Sega. Selon Naka, le concept de Sonic the Hedgehog lui est venu en jouant à Super Mario Bros.. En effet, c'est en tentant de terminer le premier niveau le plus rapidement possible que l'idée de créer un jeu de plates-formes basé sur la vitesse lui est venu,. Hideo Kojima, créateur de la série Metal Gear, affirme que Super Mario Bros. l'a influencé à devenir concepteur de jeux et souligne son importance pour l'industrie du jeu vidéo ainsi que pour le divertissement en général. Il déclare que le jeu est « l'équivalent du Big Bang pour l'univers du jeu vidéo » et que « sans cette spectaculaire création, le divertissement numérique tel que nous le connaissons aujourd'hui n'existerait pas »,.
La bande sonore de Super Mario Bros. composée par Kōji Kondō, notamment le thème principal, est considérée comme étant devenue emblématique des jeux vidéo,. Jeuxvideo.com considère qu'il s'agit de l'une des seules musiques de jeu vidéo, avec celle de Tetris, à pouvoir être reconnue par n'importe qui. En 2023, le thème principal est sélectionné dans le Registre national des enregistrements pour être conservé par la bibliothèque du Congrès aux États-Unis. Il est notamment choisi pour sa contribution à la popularité du jeu et pour son influence sur d'autres musiciens qui produisent de la musique 8-bit. Il s'agit de la première pièce musicale de jeu vidéo à être accepté dans cette collection.
Le personnage de Mario acquiert une importante notoriété auprès du grand public après la sortie du jeu. Par exemple, en 1990, un sondage mené aux États-Unis révèle que davantage d'enfants reconnaissent Mario que Mickey Mouse. Mario devient la mascotte principale de Nintendo et réapparaît sur chacune des consoles de jeux vidéo suivantes de la compagnie japonaise.

### Série
Super Mario Bros. occasionne plusieurs suites qui s'étendent sur plusieurs consoles de jeux et qui font partie de la franchise Mario. Deux suites différentes, toutes deux intitulées Super Mario Bros. 2, sont créées, chacune pour un marché spécifique. La première, destinée aux joueurs japonais, ressemble beaucoup au premier opus, avec un niveau de difficulté plus élevé ; la seconde, destinée aux pays occidentaux, est développée par Nintendo of America à partir d'un autre jeu de plateformes japonais, Yume Kōjō: Doki Doki Panic, auquel les musiques, les personnages et divers éléments graphiques sont modifiés,. L'homonymie entre ces deux jeux a comme conséquence un changement de nom lorsqu'ils sont commercialisés dans d'autres pays : la version japonaise prend pour titre Super Mario Bros.: The Lost Levels dans les pays occidentaux, et la version occidentale Super Mario USA au Japon. Le gameplay de Super Mario Bros. 2 diffère énormément de celui de son prédécesseur et est presque identique à celui de Yume Kōjō: Doki Doki Panic. Le joueur peut, pour la première fois dans la série, prendre le contrôle de la princesse Peach et de Toad. En outre, il introduit le personnage de Birdo,.
Super Mario Bros. 2 est suivi par Super Mario Bros. 3, jeu qui marque le dernier opus de la série à sortir sur Nintendo Entertainment System. Contrairement au gameplay de son prédécesseur, celui de Super Mario Bros. 3 se rapproche plus de celui de Super Mario Bros.. Il propose cependant des nouveautés, notamment une carte du monde qui permet au joueur de choisir son niveau et des nouveaux power-ups. Il est suivi par Super Mario World, qui est sorti sur Super Nintendo au lancement de la console. Il introduit notamment la possibilité de sauvegarder sa partie et de rejouer à tous les niveaux qui ont déjà été complétés. Le jeu marque la première apparition de Yoshi, un petit dinosaure vert que Mario peut chevaucher.
En 2006, Nintendo rend hommage au jeu en sortant New Super Mario Bros. sur Nintendo DS, qui se veut d'être un retour aux sources, notamment par son gameplay similaire à Super Mario Bros. et par son utilisation du défilement horizontal. En 2015, Nintendo sort Super Mario Maker sur Wii U, qui permet au joueur de créer des niveaux de Super Mario Bros. avec un éditeur de niveaux. Il peut ensuite les partager avec d'autres joueurs en ligne et jouer aux créations des autres. Le jeu Super Mario Odyssey, sorti en 2017 sur Nintendo Switch, contient des séquences de plates-formes en 2D qui rendent hommage à Super Mario Bros., autant par leur gameplay que par les graphismes qui sont directement tirés du jeu.

### Remakes
En 1993, Nintendo sort une compilation sur Super Nintendo nommée Super Mario All-Stars. Elle contient un remake avec des graphismes et une bande-son en 16-bits de Super Mario Bros. et de tous les autres jeux de la série Super Mario sortis sur Nintendo Entertainment System et Famicom. Elle introduit la possibilité de passer à tout moment de Mario à Luigi entre les niveaux et inclut aussi un système de sauvegarde. Cette version est également sortie sur Wii à l'occasion des 25 ans de Super Mario Bros., en 2010, sous le nom de Super Mario All-Stars Édition 25e Anniversaire avec un CD de musique et un livre revenant sur l'évolution de la série et du personnage à l'intérieur du coffret. Enfin, à l'occasion des 35 ans de Super Mario Bros., en 2020, Super Mario All-Stars devient disponible sur Nintendo Switch aux abonnés du Nintendo Switch Online.
Le jeu Super Mario Bros. Deluxe, sorti en 1999 sur Game Boy Color, contient l'intégralité de Super Mario Bros. et une version modifiée et incomplète de Super Mario Bros.: The Lost Levels,. Il propose aussi des modes de jeux qui reprennent les niveaux du premier jeu. Afin de pallier les problèmes de visibilité causés par la petite taille de l'écran de la console, l'action est rapprochée, causant toutefois le champ de vision à être plus petit. Super Mario Bros. Deluxe devient disponible en 2014 en téléchargement sur Nintendo 3DS à partir du Nintendo eShop,.

### Adaptation

#### Jeux vidéo

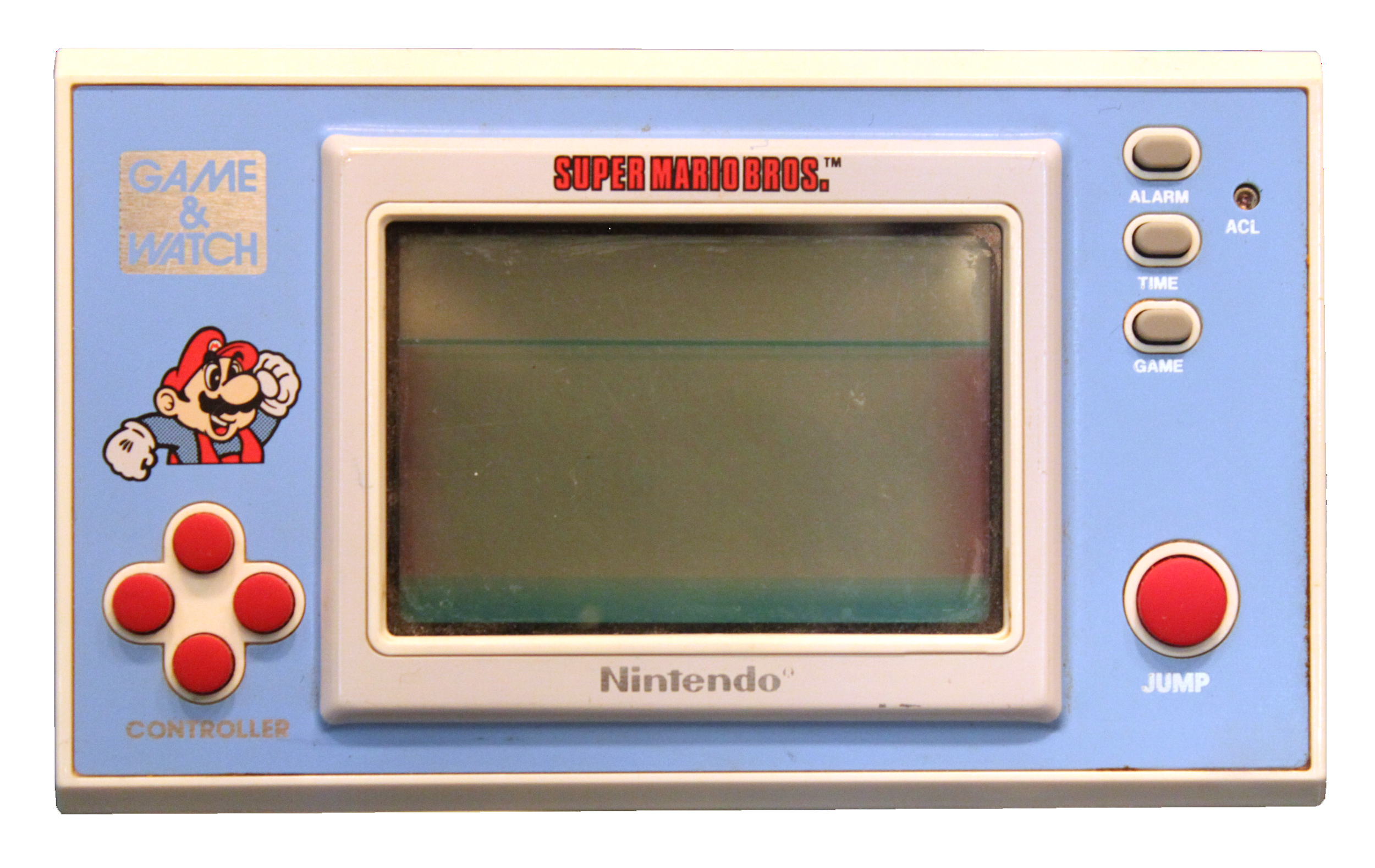
Le jeu est adapté en jeu électronique de poche Game & Watch en 1986.

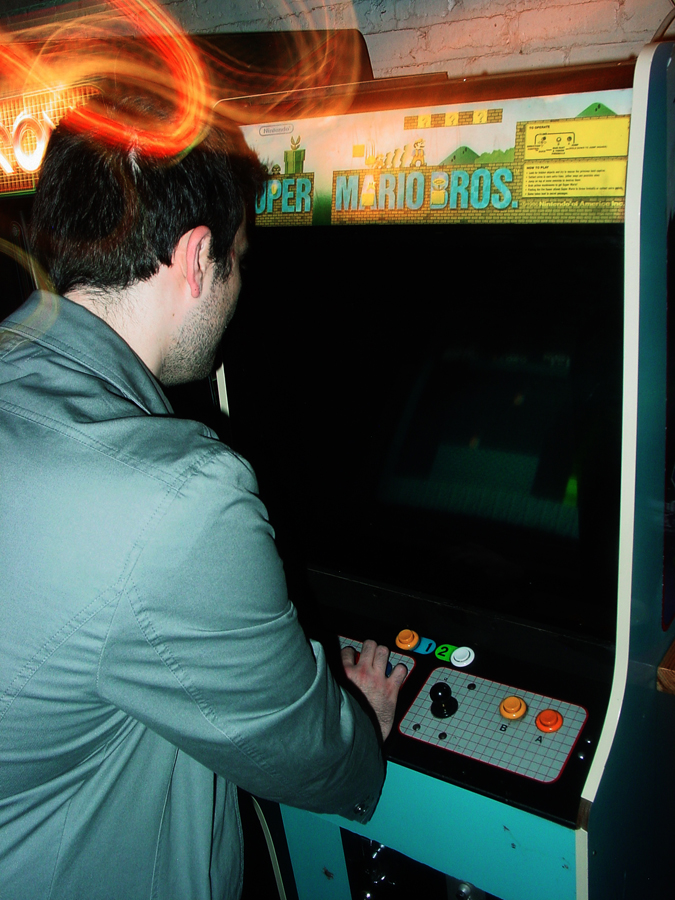
Une adaptation en arcade de Super Mario Bros., nommée Vs. Super Mario Bros., voit le jour en 1986.

Super Mario Bros. est adapté sur différentes plates-formes à travers les années après sa sortie originale en 1985 sur Nintendo Entertainment System. Un jeu électronique de poche Game & Watch du même nom voit le jour l'année suivante dans la gamme Crystal Screen et en 1988 dans la gamme New Wide Screen.
Le jeu est adapté en 1986 en arcade sur le système Vs. System de Nintendo. Cette version se nomme Vs. Super Mario Bros. et propose un niveau de difficulté plus élevé que la version originale. En effet, les ennemis se font plus nombreux et il y a moins de power-ups. Cette version contient six niveaux supplémentaires qui apparaîtront plus tard dans Super Mario Bros.: The Lost Levels,. Vs. Super Mario Bros. devient disponible en téléchargement sur le Nintendo eShop de la Nintendo Switch à partir du 22 décembre 2017,.
En 1986, l'émission de radio japonaise All Night Nippon offre aux auditeurs, dans le cadre d'un concours, des copies limitées du jeu All Night Nippon Super Mario Bros. sur Famicom Disk System. Le jeu contient des niveaux de Super Mario Bros., de la version japonaise de Super Mario Bros. 2 et de Vs. Super Mario Bros. avec des éléments visuels qui font référence à l'émission de radio et au divertissement japonais de l'époque.
La même année, Hudson Soft développe une version du jeu, nommée Super Mario Bros. Special, qui sort uniquement au Japon sur les ordinateurs NEC PC-8801 et Sharp X1. Bien qu'elle possède les mêmes contrôles et le même design que l'original, cette version propose de nouveaux niveaux. De plus, des ennemis inédits à Super Mario Bros., dont ceux de Mario Bros. et de Donkey Kong, font leur apparition.
Une épreuve de Super Mario Bros. fait partie des Nintendo World Championships, une compétition qui a lieu dans les années 1990. L'épreuve consiste à récupérer 50 pièces le plus vite possible afin de passer à la prochaine étape de la compétition,. Le jeu vidéo Nintendo World Championships: NES Edition, sorti sur Nintendo Switch le 18 juillet 2024, propose 150 défis sur 13 titres emblématiques de la NES, dont Super Mario Bros..
Le jeu NES Remix 2 sorti sur Wii U en 2014 propose une version modifiée de Super Mario Bros. nommée Super Luigi Bros.. Le joueur y incarne uniquement Luigi et doit traverser les mêmes niveaux que l'original, mais qui sont toutefois inversés, de la gauche vers la droite. Luigi possède une inertie différente de Mario dans l'original. Il peut sauter plus haut et prend plus de temps à arrêter de se déplacer. Le jeu Ultimate NES Remix sorti sur Nintendo 3DS en 2014 propose lui aussi une version modifiée de Super Mario Bros.. Nommée Speed Mario Bros., cette version est identique à l'original, à la seule différence que le jeu doit se jouer en accéléré.
Dans le cadre de la célébration des 35 ans du jeu, un jeu de type battle royale nommé Super Mario Bros. 35 devient disponible sur Nintendo Switch pendant un temps limité du 1er octobre 2020 jusqu'au 31 mars 2021. Il est disponible gratuitement à tous les utilisateurs qui sont abonnés au Nintendo Switch Online.

#### Produits dérivés

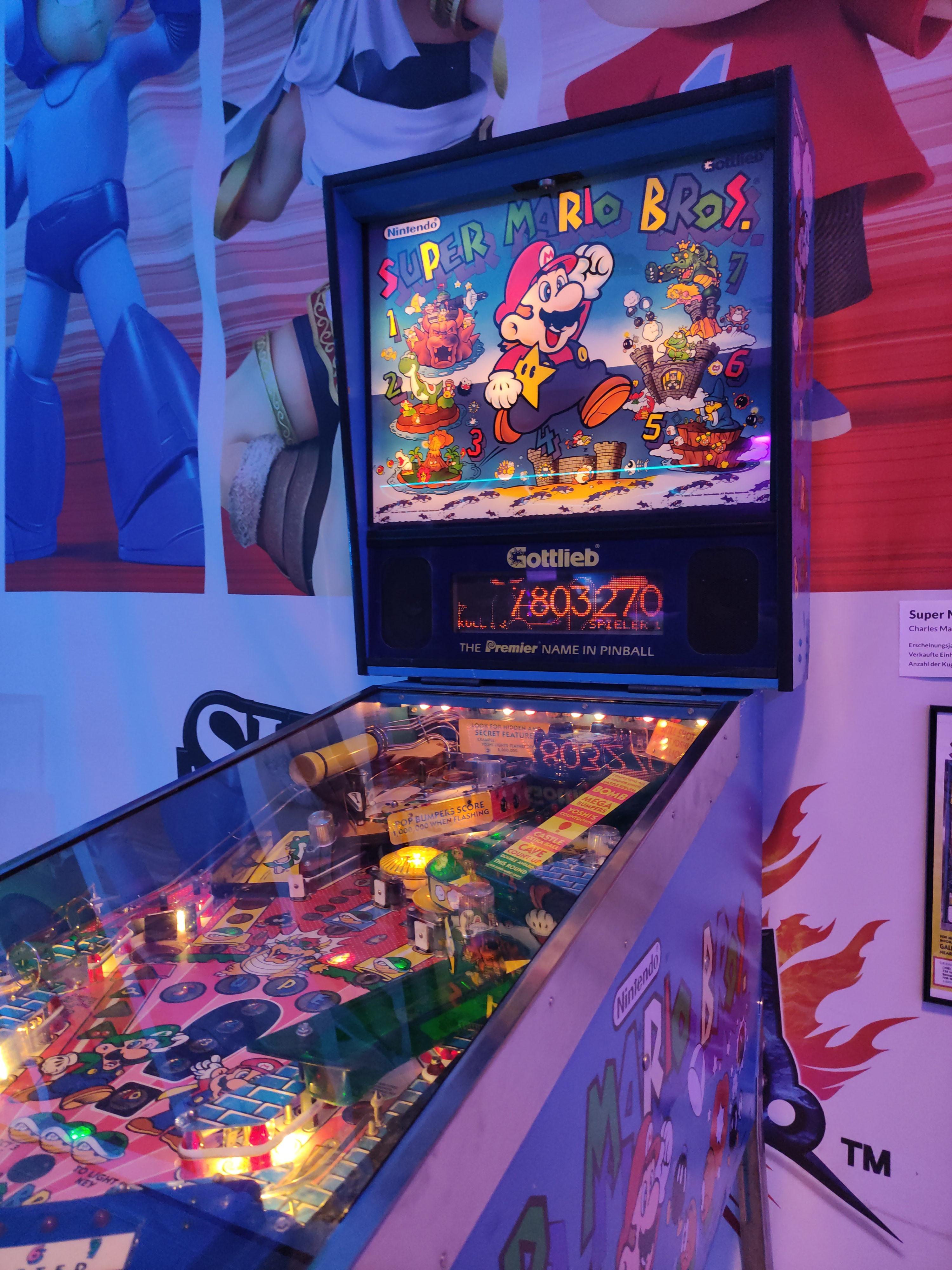
Un flipper de Super Mario Bros. créé par Gottlieb sort en 1992.

Super Mario Bros. et ses suites engendrent la création de nombreux produits dérivés inspirés de l'univers Super Mario. L'éditeur Tokuma Shoten publie le 31 octobre 1985 au Japon un guide pratique pour le jeu rédigé par l'équipe de rédaction du magazine Family Computer Magazine. Le livre devient un best-seller au Japon, s'écoulant à plus de 600 000 exemplaires en deux mois et devenant le livre le plus vendu l'année suivante. Un flipper de Super Mario Bros. créé par Gottlieb sort en 1992. Il fait partie des flippers les plus vendus aux États-Unis cette année et reçoit un prix Gold Award décerné par l'American Amusement Machine Association. En 2016, une édition de Monopoly à l'effigie de Super Mario Bros. voit le jour. Les maisons et les hôtels du jeu d'origine sont remplacés par des drapeaux et des châteaux respectivement et les pions représentent des personnages et des objets du jeu tels que Mario, Luigi, la princesse Peach ou encore un champignon 1-UP.
Un film d'animation japonais nommé Super Mario Bros. : Peach-Hime Kyushutsu Dai Sakusen! sort en 1986. Réalisé par Masami Hata, le film est produit par les studios Grouper Production et Shochiko-Fuji Company, ce dernier étant également chargé de la distribution, avec l'autorisation de Nintendo. Il s'agit de l'un des premiers films basés sur un jeu vidéo. Une série télévisée d'animation américaine avec des séquences en prises de vues réelles intitulée The Super Mario Bros. Super Show! voit le jour en 1989. Elle met en vedette le catcheur américain Lou Albano dans le rôle de Mario et l'acteur canadien Danny Wells dans le rôle de Luigi.
Un film américain en prises de vues réelles librement inspiré du jeu éponyme intitulé Super Mario Bros. sort en 1993. Réalisé par Rocky Morton et Annabel Jankel, le film met en scène Bob Hoskins et John Leguizamo dans les rôles respectifs de Mario et Luigi. Samantha Mathis y incarne la Princesse Daisy tandis que Dennis Hopper joue le rôle de Bowser. Le film est considéré comme étant un échec critique et commercial,. Un film d'animation américano-japonais intitulé Super Mario Bros. le film est sorti en 2023. Co-produit par Nintendo, Illumination et Universal Pictures, le film est réalisé par Aaron Horvath et Michael Jelenic. Une suite est prévue pour avril 2026.

### Communauté

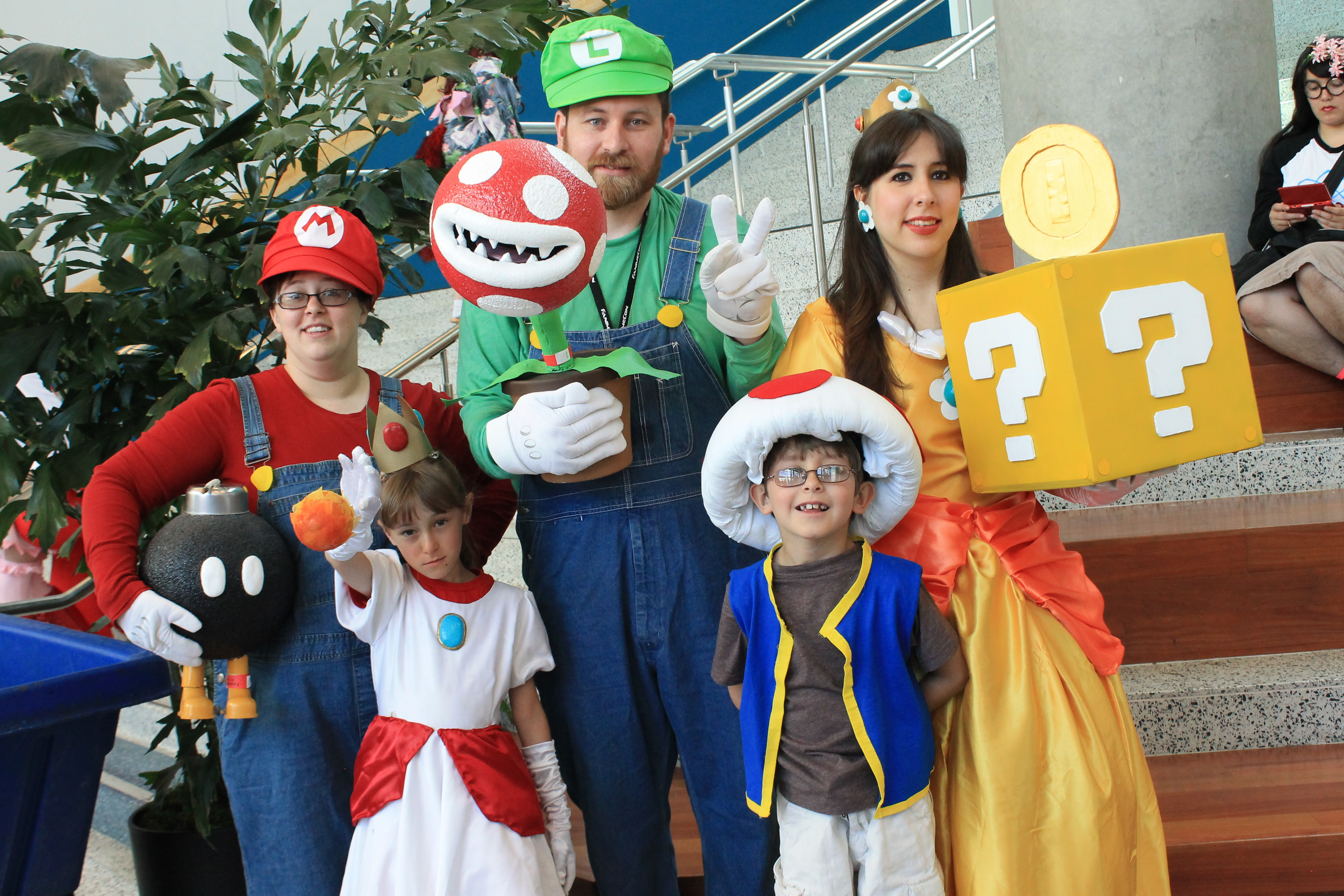
Des gens se déguisent en personnages de Mario lors d'une convention.

Super Mario Bros. et ses suites sont devenues des références culturelles, inspirant de nombreux fans à créer du contenu. Grâce à une communauté active sur Internet, ces fans partagent leurs œuvres, incluant des jeux vidéo amateurs, des fanfictions et des fan arts. Super Mario Bros. constitue une source d'inspiration pour des parodies et des mèmes Internet, tels que la célèbre citation « Thank you Mario! But our princess is in another castle! » (« Merci, Mario! Mais notre princesse est dans un autre château! »). Aussi, le jeu n'échappe pas aux cosplays et aux speedruns.
De nombreux jeux inspirés de Super Mario Bros. créés par des fans voient le jour. En 2009, le jeu Flash Tuper Tario Tros. est publié sur le site Newgrounds par le studio français Swing Swing Submarine. Le jeu est un mélange de Super Mario Bros. et de Tetris. Il inspire quelques années plus tard le jeu du même studio Blocks That Matter. Super Mario Bros. Crossover est un jeu Flash de 2010, lui aussi publié sur le site Newgrounds, qui consiste en une reproduction du jeu d'origine dans lequel le joueur peut jouer en tant que divers personnages de jeux vidéo. Ainsi, en plus de pouvoir incarner Mario ou Luigi, le joueur peut jouer en tant que personnages provenant notamment de The Legend of Zelda, Metroid, Mega Man, Street Fighter et Castlevania. Chaque personnage possède ses propres habiletés, permettant au joueur de compléter les niveaux de différentes manières.
Mari0, publié en 2012 par deux étudiants, combine Super Mario Bros. avec Portal. Le joueur incarne Mario et doit accomplir des niveaux inspirés de Super Mario Bros. en s'aidant d'un portal gun, une arme qui génère des portails. En 2015, un jeu artistique intitulé Ennuigi est publié sur internet. Développé à l'aide de Pico-8 par Josh Millard, un développeur indépendant, le jeu est une métafiction mettant en scène un Luigi dépressif qui rumine sur le sens de Super Mario Bros. en fumant une cigarette. En 2023, des chercheurs de l'université de Copenhague créent MarioGPT, une intelligence artificielle qui peut créer des niveaux de Super Mario Bros. générées automatiquement et de manière procédurale. L'utilisateur peut entrer des paramètres, comme la quantité de power-ups ou d'ennemis, pour personnaliser les niveaux,.